# 金鷹 (猴子)
金鷹 (1997年 - 2015年11月26日) 是一隻雌性猴子的名字，生活於香港九龍城，以表演猴戲、及當主人自製的「陳標記疳積散」代言人為生計。金鷹在2015年11月26日因嚴重脫水，身體多處骨折，而且有嚴重腦障礙等問題，獸醫判斷其病情無法復原，於同日下午進行安樂死。

## 主人
小猴子金鷹不是野生動物，在2007年是10歲，牠原來的主人陳日標，人稱“陳伯”。在2004年6月下旬，因為陳伯心臟衰竭去世，享年93歲，所以財產繼承，猴子金鷹最後的主人是陳耀榮，他是陳伯的三兒子。

## 事件
因為香港法例第170章《野生動物保護條例》第8條，禁止管有受保護野生動物，飼養瀕危絕種野生動物。陳伯沒有香港特區政府發出的許可證，而飼養猴子金鷹，因此被舉報。漁農自然護理署在2000年5月，把「金鷹」帶走，令陳伯與金鷹分離，事件給香港傳媒廣泛報道，漁護署被香港市民口誅筆伐，飽受輿論壓力。同年7月，陳伯跟漁護署對簿公堂，最終獲酌情權處理，陳伯領得漁護署有史以來發出首張飼養猴子的牌照。

## 陳標記疳積散
2007年，在眾多產品懷疑含有各種不良成份的大浪潮中，猴子金鷹代言的陳標記小兒疳積散，在6月懷疑含有水銀成份0.12%。金鷹主人聲稱，陳標記小兒疳積散可以杜蟲、開胃、除口臭、防便秘及牙肉紅腫等，男女老幼都適合使用，售賣已經有近50年歷史，從前未收過投訴。不過香港醫院管理局毒理參考實驗室，經過剩餘產品化學分析發現，疳積散是含有微量水銀成份，如上。根據中文大學醫學院食物及藥品安全研究中心主任陳恩強估計，疳積散的成份含有硃砂、輕粉、百降丹等，是礦物質，有機會含有水銀。

## 相關
- 註冊商標

## 外部參考
- 香港醫務衛生署懷疑陳標記疳積散含有水銀
- 香港法例第170章《野生動物保護條例》第8條，禁止管有受保護野生動物 （页面存档备份，存于）